# 5e régiment de dragons (Autriche-Hongrie)
Pour les articles homonymes, voir 5e régiment.
Le 5e régiment de dragons, connu à partir de 1867 comme 5e régiment de dragons « Nicolas Ier, empereur de Russie », est une unité de l'Armée commune austro-hongroise. Cette unité a été créée en 1731 sous la Monarchie de Habsbourg et est dissoute en 1918.

## Création et différentes dénominations
De 1731 à 1798, le régiment est un régiment de cuirassiers (Kürassier-Regiment) désigné par le nom de son colonel. De 1798 à 1802, il est désigné 9e régiment de cuirassiers (Kürassier-Regiment Nr 9) suivi du nom du colonel, puis 5e régiment de cuirassiers (Kürassier-Regiment Nr 5) et le nom du colonel. En 1849, il prend définitivement le nom de « Nicolas I, empereur de Russie » (indépendement du colonel) puis, en 1867, 5e régiment de dragons « Nicolas I, empereur de Russie » (Dragoner-Regiment Nr 5 „Nikolaus I. Kaiser von Rußland“).
- 1731 : Régiment de cuirassiers « Galbes »[1]
- 1726 : Régiment de cuirassiers « comte de Cordova (de) »[1]
- 1756 : Régiment de cuirassiers « O'Donnell (en) »[1]
- 1773 : Régiment de cuirassiers « von Brockhausen (de) »[1]
- 1779 : Régiment de cuirassiers « von Haag »[1]
- 1781 : Régiment de cuirassiers « Nassau-Usingen »[1]
- 1798 : 9e régiment de cuirassiers « Nassau-Usingen »[1]
- 1802 : 5e régiment de cuirassiers « Nassau-Usingen »[1]
- 1806 : 5e régiment de cuirassiers « Sommariva (de) »[1]
- 1829 : 5e régiment de cuirassiers « comte Auersperg »[1]
- 1849 : 5e régiment de cuirassiers « Nicolas Ier, empereur de Russie »[1]
- 1867 : 5e régiment de dragons « Nicolas I, empereur de Russie »[1]
- 1915 : 5e régiment de dragons
- 1918 : dissous

## Uniforme
À partir de 1798, le 9e (puis 5e) régiment de cuirassiers autrichiens se distingue par sa couleur distinctive bleu clair et ses boutons blancs,. Devenu 5e régiment de dragons de l'Armée commune (KuK) en 1867, il reçoit la distinctive jaune impérial en plus des boutons blancs, jusqu'à la disparition progressive des uniformes colorés en 1914-1915.